# Liste der Beiträge für den besten fremdsprachigen Film für die Oscarverleihung 1981
Die folgenden 26 Filme, alle aus verschiedenen Ländern, waren Vorschläge in der Kategorie bester fremdsprachiger Film für die Oscarverleihung 1981. Die hervorgehobenen Titel waren die fünf letztendlich nominierten Filme, welche aus den Ländern Frankreich, Japan, Sowjetunion, Spanien und Ungarn stammen. Der Oscar ging an den sowjetischen Beitrag Moskau glaubt den Tränen nicht.
Zum ersten Mal wurden für diesen Preis Beiträge aus Island, Kamerun, Kolumbien und Portugal eingereicht.

## Beiträge
| Land                            | Deutscher Verleihtitel                | Originaltitel  | Sprache(n)                                      | Regisseur(e)                      | Ergebnis        |
| ------------------------------- | ------------------------------------- | -------------- | ----------------------------------------------- | --------------------------------- | --------------- |
| Brasilien                       | Bye Bye Brasil                        | Portugiesisch  | Bye Bye Brazil                                  | Carlos Diegues                    | Nicht nominiert |
| BR Deutschland                  | Fabian                                | Deutsch        | Fabian                                          | Wolf Gremm                        | Nicht nominiert |
| Deutsche Demokratische Republik | Die Verlobte                          | Deutsch        | Die Verlobte                                    | Günter Reisch, Günther Rücker     | Nicht nominiert |
| Finnland                        | Der Feuerkopf                         | Finnisch       | Tulipää                                         | Pirjo Honkasalo, Pekka Lehto      | Nicht nominiert |
| Frankreich                      | Die letzte Metro                      | Französisch    | Le Dernier métro                                | François Truffaut                 | Nominiert       |
| Indien                          | Payal Ki Jhankar                      | Hindi          | पायल की झंकार (Payal Ki Jhankar)                    | Satyen Bose                       | Nicht nominiert |
| Island                          | Land und Söhne                        | Isländisch     | Land og synir                                   | Ágúst Guðmundsson                 | Nicht nominiert |
| Israel                          | Vor dem Abgrund                       | Hebräisch      | על חבל דק (Al Chaewal Dak)                      | Michal Bat-Adam                   | Nicht nominiert |
| Italien                         | Der Sprung ins Leere                  | Italienisch    | Salto nel vuoto                                 | Marco Bellocchio                  | Nicht nominiert |
| Japan                           | Kagemusha – Der Schatten des Kriegers | Japanisch      | 影武者 (Kagemusha)                              | Akira Kurosawa                    | Nominiert       |
| Jugoslawien                     | Sonderbehandlung                      | Serbokroatisch | Посебан третман (Poseban tretman)               | Goran Paskaljević                 | Nicht nominiert |
| Kamerun                         | Notre fille                           | Französisch    | Notre fille                                     | Daniel Kamwa                      | Nicht nominiert |
| Kanada                          | Weg mit Schaden                       | Französisch    | Les Bons débarras                               | Francis Mankiewicz                | Nicht nominiert |
| Kolumbien                       | El Inmigrante Latino                  | Spanisch       | El Inmigrante Latino                            | Gustavo Nieto Roa                 | Nicht nominiert |
| Niederlande                     | Zur Untersuchung                      | Niederländisch | Opname                                          | Marja Kok, Erik van Zuylen        | Nicht nominiert |
| Norwegen                        | Liv og død                            | Norwegisch     | Liv og død                                      | Petter Vennerød, Svend Wam        | Nicht nominiert |
| Österreich                      | Egon Schiele – Exzesse                | Französisch    | Egon Schiele, enfer et passion                  | Herbert Vesely                    | Nicht nominiert |
| Polen                           | Olympiade 40                          | Polnisch       | Olimpiada 40                                    | Andrzej Kotkowski                 | Nicht nominiert |
| Portugal                        | Versunkener Morgen                    | Portugiesisch  | Manhã Submersa                                  | Lauro António                     | Nicht nominiert |
| Schweden                        | Herr Puntila und sein Knecht Matti    | Schwedisch     | Herr Puntila och hans dräng Matti               | Ralf Långbacka                    | Nicht nominiert |
| Schweiz                         | Rette sich, wer kann (das Leben)      | Französisch    | Sauve qui peut (la vie)                         | Jean-Luc Godard                   | Nicht nominiert |
| Sowjetunion                     | Moskau glaubt den Tränen nicht        | Russisch       | Москва слезам не верит (Moskwa slesam ne werit) | Wladimir Walentinowitsch Menschow | Gewonnen        |
| Spanien                         | Eine unmögliche Liebe                 | Spanisch       | El Nido                                         | Jaime de Armiñán                  | Nominiert       |
| Taiwan                          | Liu chao guai tan                     | Chinesisch     | 六朝怪談 (Liu chao guai tan)                    | Chu-Chin Wang                     | Nicht nominiert |
| Tschechoslowakei                | Liebe zwischen Regentropfen           | Tschechisch    | Lásky mezi kapkami deště                        | Karel Kachyňa                     | Nicht nominiert |
| Ungarn                          | Zimmer ohne Ausgang                   | Ungarisch      | Bizalom                                         | István Szabó                      | Nominiert       |